# ブロッホ公式
数学の一分野である代数的K-理論において、ブロッホ公式(Bloch's formula)は、{\displaystyle K_{2}} に対してはスペンサー・ブロッホ(Spencer Bloch)が導入したもので、ある体上の滑らかな多様体 X の周群(Chow group)が、構造層 {\displaystyle {\mathcal {O}}_{X}} のK-理論に係数を持つ X のコホモロジー群に同型であるという定理である。すなわち、
{\displaystyle \operatorname {CH} ^{q}(X)=\operatorname {H} ^{q}(X,K_{q}({\mathcal {O}}_{X}))}
であり、この公式の右辺は、層係数コホモロジーであり、{\displaystyle K_{q}({\mathcal {O}}_{X})} は、U を X のザリスキー開部分集合として、前層 {\displaystyle U\mapsto K_{q}(U)} に付帯する層である。一般の場合は、キレン(Quillen)による。q = 1 の場合には、{\displaystyle \operatorname {Pic} (X)=H^{1}(X,{\mathcal {O}}_{X}^{*})} が得られる。（ピカール群も参照。）
混標数の場合には、本公式は未解決である。